# The Battle of Polytopia
The Battle of Polytopia es un videojuego de estrategia 4X basado en turnos desarrollado por la compañía de juegos sueca Midjiwan AB. Los usuarios juegan como una de las dieciséis tribus para desarrollar un imperio y derrotar a los oponentes en un mundo de forma cuadrada de bajos polígonos 3D. Los jugadores pueden enfrentarse contra bots u oponentes humanos, localmente o en línea. El título se lanzó inicialmente en febrero de 2016.

## Historia
The Battle of Polytopia fue inicialmente publicado para iOS en febrero de 2016 como Super Tribes.
En junio de 2016, el nombre del juego fue cambiado a The Battle of Polytopia a causa de problemas con la marca registrada. Posteriormente fue lanzado para Android el 1 de diciembre de 2016.
El multijugador en línea fue añadido el 15 de febrero de 2018. Una versión de escritorio disponible en Steam se publicó el 4 de agosto de 2020.
El título fue añadido como una función de los coches de Tesla el 25 de diciembre de 2020.
El primer ejecutivo de Tesla, Inc., Elon Musk, previamente había escrito en Twitter sobre el juego.
En 2020 se publicó una nueva versión del videojuego llamada Moonrise. Moonrise utiliza Unity como motor para el juego, mientras que la otra versión está construida sobre Adobe AIR. Moonrise fue lanzado para Steam en agosto de 2020 y para dispositivos móviles el 23 de noviembre de ese mismo año.

## Modo de juego
The Battle of Polytopia es un juego de estrategia por turnos para un jugador o multijugador diseñado originalmente para dispositivos móviles. El modo para un jugador y el modo multijugador local son gratuitos, mientras que el modo multijugador en línea requiere una compra. Hay 16 equipos seleccionables, conocidos como tribus, de los cuales cuatro son gratuitos y 12 requieren compra. Cada partida se juega en un mapa generado aleatoriamente para evitar la repetitividad. Hay una tabla de clasificación que enumera los juegos que obtuvieron mayor puntuación de la semana.

## Iniciativa por el medio ambiente
Los beneficios obtenidos de las ventas de la tribu Zebasi se han invertido en préstamos a contratistas de energía solar en mercados emergentes, con la colaboración de la empresa sueca Trine, desde febrero de 2019. Midjiwan AB invirtió 50 000 euros en julio de 2019 y 100 000 euros en julio de 2020. Midjiwan AB también ha donado a The Canopy Project en apoyo de sus esfuerzos de reforestación.